# Toni Storm
Toni Rossall (n. 19 octombrie 1995, Auckland, Noua Zeelandă), mai cunoscută sub numele de ring Toni Storm, este o luptătoare profesionistă neozeelandeză-australiană. Este sub contract cu All Elite Wrestling (AEW) sub pseudonimul „Timeless” Toni Storm și este AEW Women's World Champion, aflată în a patra sa domnie. Înainte de a semna cu AEW, Rossall a lucrat pentru WWE, unde a fost NXT UK Women's Champion.
Rossall a atras atenția în WWE pentru prima dată datorită performanțelor sale din 2017 și 2018 în turneul Mae Young Classic. A ajuns în semifinalele turneului în 2017 și l-a câștigat în 2018 la Evolution, primul PPV exclusiv feminin al WWE. Apoi, a luptat în brandurile NXT UK, NXT și SmackDown înainte de concedierea sa în 2021.
În afara WWE, Rossall a deținut diverse titluri din cadrul altor promoții din alte țări, cum ar fi World of Stardom Championship și SWA World Championship cu o domnie record de 612 zile, atât în promoția japoneză World Wonder Ring Stardom, cât și Progress Women's Championship în promoția britanică Progress Wrestling și wXw Women's Championship de două ori în promoția germană Westside Xtreme Wrestling (wXw).